# The Lord of the Rings Online
The Lord of the Rings Online es un videojuego de rol multijugador masivo en línea para Microsoft Windows que permite jugar en un universo de fantasía basado en la obra de J. R. R. Tolkien sobre la Tierra Media. Transcurre durante la misma época que El Señor de los Anillos.
The Lord of the Rings Online fue desarrollado por Turbine, está basado en subscripciones y requiere acceso a Internet. Fue lanzado en Canadá, los Estados Unidos, Australia, Japón y Europa el 24 de abril de 2007. El primer pack de expansión, Mines of Moria, fue lanzado en otoño de 2008.

## Descripción del juego
El entorno del juego está basado en El Señor de los Anillos y El hobbit, aunque no está limitado a esas dos novelas. Aun así, Turbine no tiene derechos sobre el resto de la obra de Tolkien, como El Silmarillion o Los hijos de Húrin.
El jugador controla un personaje o avatar que puede moverse por el mundo del juego libremente e interactúa con otros jugadores, personajes no jugadores (NPCs) y otras entidades en el mundo virtual. La cámara puede cambiarse entre primera y tercera persona. El personaje del jugador puede mejorar ganando niveles. El nivel de un personaje aumenta después de recibir un cierto número de puntos de experiencia a través del modo de juego «jugador contra entorno» («player versus environment», PvE) y las aventuras y misiones recibidas. Las características del personaje son mejoradas al subir de nivel, pero las habilidades tienen que ser «compradas» de personajes no jugadores específicos (entrenadores) después de ganar el nivel.
La historia principal (conocida como «Epic Quest Line» en la versión inglesa) está compuesta de una serie de «libros», que comprenden varias misiones llamadas «capítulos». Inicialmente había ocho libros, si bien cada una de las actualizaciones principales han añadido un libro más, llegando a los quince actuales que dan por concluida la historia de Sombras de Angmar.

### Modo de juego «jugador contra jugador» («player versus Monsterplayer», PvMP)
El combate en modo «jugador contra jugador» («player versus player», PvP) se produce en la forma «monster play» o «player versus monster player» (PvMP). El llamado monster play se desbloquea al nivel 10 (no se podrá llevar a ese personaje a la zona PvMP hasta nivel 20), cuando los jugadores pueden crear un personaje de un monstruo de nivel 65, que están restringidos a ciertas áreas del juego. Los jugadores controlan estos personajes, que pueden completar misiones y atacar a otros personajes que no sean monstruos a su vez. Los personajes de monstruos tienen sus propios títulos, hazañas y misiones.
Tanto los héroes como los monstruos combaten por el control de varias fortalezas en las Landas de Etten, de las que cinco se pueden conquistar. Cuando uno de los dos bandos controla tres fortalezas, los jugadores de ese bando pueden entrar en el Delving of Frór (también llamado Ettendeep), una mazmorra que se encuentra bajo las Landas.
Tanto los personajes de héroe como los de monstruo ganan rangos a medida que derrotan a adversarios del bando contrario. Los monstruos reciben «infamia», mientras que los héroes reciben «reconocimiento» por matar a un monstruo. Hay quince rangos, que varían entre «footman» y «capitán general» para los héroes, y entre «scout» y «tyrant» para los monstruos. Al ganar rangos se consigue la posibilidad de comprar armaduras y equipamiento específico.

### «Puntos de destino» («destiny points»)
Otro aspecto del desarrollo de los personajes es la inclusión de «puntos de destino» («destiny points»). Los puntos de destino se consiguen al subir de nivel y completar misiones, y pueden ser utilizados para incrementar temporalmente algunas habilidades o características. También pueden ser conseguidos a partir del monster play.

### «Hazañas» («deeds»)
Los personajes pueden obtener «títulos» («titles») y «rasgos» («traits») al completar las llamadas «deeds» (que se puede traducir por «hechos» aunque «hazañas» sea más correcto en el contexto). Se pueden lograr hazañas al completar diversas tareas, como matar un cierto número de monstruos, usar una habilidad un cierto número de veces, completar un cierto número de misiones en un tiempo dado o encontrar ciertas localizaciones o elementos únicos.

### «Títulos» («titles»)
Los «títulos» («titles») no tienen ningún efecto en el juego. Solo proveen de otra forma de personalización al añadir información adicional al nombre. Algunos títulos son comunes, mientras que otros pueden ser bastante difíciles de obtener. Cada personaje comienza con un título que indica su origen. Los títulos se obtienen al completar hazañas o misiones y al subir de nivel en las profesiones de creación de objetos. Solo se puede tener activo un título.
Ejemplos de títulos:
- <Nombre> of Bree, uno de los muchos títulos originales;
- <Nombre> the Undying, recibido al llegar al nivel 20 sin ser derrotado;
- <Nombre>, Spider-Foe, recibido al matar treinta arañas en el área de Bree;
- <Nombre>, Pie-eating Champion, recibido al ganar una competición de comer tartas;
- <Nombre>, Master Apprentice Woodworker, recibido al finalizar tanto el nivel básico como el nivel maestro de «aprendiz carpintero»;
- <Nombre>, Vanquisher of Thaurlauch, recibido por derrotar al último jefe de la incursión (raid en inglés) en el área llamada Rift of Nurz Ghashu;
- <Nombre>, Apprentice Angler, recibido al dominar el primer nivel del hobby de pescador.

### «Rasgos» («traits»)
Cada personaje tiene la habilidad de obtener «traits» (que se puede traducir como «rasgos») durante el juego. Los rasgos proporcionan a los personajes una variedad de ventajas y habilidades. Se puede obtener cualquier combinación de rasgos siempre y cuando el personaje tenga suficientes «ranuras de rasgos» libres. El número de éstas depende del nivel del personaje. Por ejemplo, la primera ranura libre se consigue al llegar al nivel 7. Hay un máximo de 5 ranuras para los rasgos de tipo virtud, clase o raza, mientras que solo hay 2 para los rasgos legendarios. Los rasgos pueden ser fácilmente cambiados mediante una visita a un bardo, al que se puede encontrar en la mayoría de ciudades y pueblos del juego, si bien equipar o cambiar estos rasgos cuesta una cierta cantidad de dinero.
Los tipos de rasgos incluyen:
- «Virtudes»: los rasgos de virtudes son comunes a todas las razas y clases, y pueden ser obtenidos al completar metas genéricas, como por ejemplo matar un cierto número de monstruos o completar suficientes misiones en un área. Este tipo de rasgos por lo general incrementan las características, resistencias y totales de moral y poder (incluyendo regeneración de los mismos). Hay una gran cantidad de estos rasgos, y cada uno tiene múltiples niveles que pueden conseguirse durante el juego.
- «Clase»: los rasgos de clase son específicos de una determinada clase. Se suelen conseguir al utilizar una habilidad de clase repetidas veces, o bien al darse determinadas circunstancias al usarlas las suficientes veces. Estos rasgos incrementan el poder de ciertas habilidades y a menudo dan ventajas adicionales en forma de incrementos de las características del personaje.
- «Racial»: los rasgos raciales son específicos de cada raza. Suelen conferir habilidades especiales o mejoras, y solo se pueden usar un número relativamente limitado de las mismas.
- «Legendario»: son los rasgos más raros y dan ventajas poderosas a los personajes. Se obtienen al conseguir libros específicos a la clase del personaje y completarlos con las páginas que faltan. Estas páginas suelen estar en poder de enemigos específicos. También se puede obtener a través de ciertas misiones específicas para clases de nivel 45.

### Música
Al alcanzar el nivel 5, los personajes pueden aprender a tocar el laúd y, dependiendo de su clase, otros instrumentos. Los bardos pueden aprender a tocar cualquier instrumento, incluyendo la gaita y el cencerro. Los instrumentos se pueden tocar utilizando macros, en tres octavas y notación ABC. La música será escuchada por los jugadores cercanos que no hayan deshabilitado la opción de escuchar música de otros personajes.

### «Aficiones» («hobbies»)
Con la llegada del libro 13 (Doom of the Last King), se introdujo la primera «afición» o «hobby»: pescar. Cualquier personaje puede visitar a un «maestro de aficiones» («hobby master») para aprender los rudimentos de la pesca. Esta afición puede subirse de nivel. Los carpinteros pueden construir mejores cañas para pescar que permitan atrapar más fácilmente a los peces. Las posibilidades de atrapar peces se pueden incrementar con cebos especiales. Algunos de los peces pescados pueden ser utilizados por cocineros para ciertas recetas de comida.

## Ambientación
Hasta el volumen IV, The Lord of the Rings Online está ambientado durante la época de La Comunidad del Anillo. El personaje empieza al mismo tiempo que Frodo y compañía dejan la Comarca. Más adelante, la línea de tiempo se detiene con la Compañía del Anillo esperando a su partida de Rivendel. Los jugadores pueden encontrarse con los personajes de la historia de J. R. R. Tolkien, incluyendo los de la misma Compañía del Anillo en varios puntos del juego.
Al publicarse el juego, solo se podía viajar por el área de Eriador. Más adelante, Eriador fue dividida en Ered Luin, la Comarca (The Shire), las Tierras de Bree, el Bosque Viejo y las Quebradas de los Túmulos (Barrow-Downs), las Quebradas del Norte (North Downs, donde está Fornost), Lone Lands (donde está Amon Sûl), el Bosque de los Trolls (Trollshaws, el área alrededor de Rivendel), las Montañas Nubladas (Misty Mountains, incluyendo la Ciudad de los Trasgos, llamada Goblin-Town), Angmar y las Landas de Etten. La actualización Shores of Evendim añadió el área alrededor del lago Evendim y la ciudad de Annúminas, a unas 100 millas al norte de la Comarca. El libro 13, Doom of the Last King, añadió el área de Forochel, una tundra situada aún más al norte.
En la actualidad el juego cuenta con las siguientes zonas:
- Tierras de Bree (Bree-land)
- Ered Luin
- La Comarca (The Shire)
- Quebradas del Norte (North Downs)
- Evendim
- Forochel
- Angmar
- Colinas del Viento (Lone-lands)
- Bosque de los Trolls (Trollshaws)
- Montañas Nubladas (Misty Mountains)
- Eregion
- Moria
- Isengard
- Enedwaith
- Lothlórien
- Bosque Negro (Mirkwood)
- Gran Río (Great River)
- Rohan Este (East Rohan)
- Rohan Oeste (West Rohan)
- Gondor Oeste (West Gondor)

## Creación del personaje

### Razas
Hay cinco razas jugables en The Lord of the Rings Online. Los jugadores pueden elegir ser de género masculino o femenino para cualquiera de las razas excepto los enanos. Las razas son:
| - Hombre; - Elfo; - Beórnida, que es raza y clase; | - Enano; - hobbit. |

A su vez, el jugador puede elegir el lugar de origen de su personaje, opción que varía de acuerdo a la raza.
- Elfos: Edhellond, Rivendel, Bosque Negro, Lindon
- Hombres: Bree, Ciudad del Valle, Rohan, Gondor
- Enanos: Montañas Azules, [Montañas Blancas, Montaña Solitaria, Colinas de Hierro, Montañas Grises
- Hobbits: Albos, Pelosos, Fuertes

### Clases
Hay diez clases jugables en The Lord of the Rings Online: Burglar, Captain, Champion, Guardian, Hunter, Lore-master, Minstrel, Warden, Runekeeper y Beorning.
- Burglar: Ladrón, especializado en confundir y atacar por sorpresa.
- Captain: Capitán, guerrero especializado en liderar grupos.
- Champion: Campeón, guerrero especializado en ataque cuerpo a cuerpo.
- Guardian: Guardián, guerrero especializado en defensa.
- Hunter: Cazador, guerrero especializado en ataques a distancia.
- Lore-Master: Equivalente del mago, especializado en control de masas.
- Minstrel: Bardo, un sanador.
- Warden: Guerrero de escudo pesado, utiliza jabalinas. Puede tomar varios roles, tanto defensa como ataque.
- Rune-Keeper: Utiliza solo runas de poder, puede atacar a distancia o cuerpo a cuerpo.
- Beorning: Beórnida, se enfoca en el ataque, y en ciertos momentos se convierte en oso.

| Clase       | Razas                       | Armadura                           | Escudos                               | Armas | Rol                                    |
| ----------- | --------------------------- | ---------------------------------- | ------------------------------------- | --- | -------------------------------------- |
| Burglar     | Hombre, Hobbit              | Ligera, Mediana                    |                                       | Dagas, Espadas a 1 mano, Mazas a 1 mano, Dos armas, Porras a 1 mano | Debuffer                               |
| Captain     | Hombre                      | Ligera, Mediana, Pesada            | Ligeros                               | Dagas, Hachas a 1 mano, Porras a 1 mano, Martillos a 1 mano, Mazas a 1 mano, Espadas a 1 mano, Hachas a 2 manos, Porras a 2 manos, Martillos a 2 manos, Espadas a 2 manos, Lanzas, Alabardas        | Buffer / Mascotas / Tanque secundario  |
| Champion    | Hombre, Elfo, Enano         | Ligera, Mediana, Pesada            | Ligeros, (Pesados con Trait de clase) | Dagas, Hachas a 1 mano, Porras a 1 mano, Martillos a 1 mano, Mazas a 1 mano, Espadas a 1 mano, Hachas a 2 manos, Martillos a 2 manos, Espadas a 2 manos, Lanzas, Arcos, Dos armas                   | AOE / DPS de meleé / Tanque secundario |
| Guardian    | Hombre, Elfo, Enano, Hobbit | Ligera, Mediana, Pesada            | Ligeros, Pesados                      | Dagas, Hachas a 1 mano, Porras a 1 mano, Martillos a 1 mano, Mazas a 1 mano, Espadas a 1 mano, Hachas a 2 manos, Porras a 2 manos, Martillos a 2 manos, Espadas a 2 manos, Lanzas, Arcos, Ballestas | Tanque                                 |
| Hunter      | Hombre, Elfo, Enano, Hobbit | Ligera, Mediana                    |                                       | Dagas, Hachas a 1 mano, Porras a 1 mano, Martillos a 1 mano, Mazas a 1 mano, Espadas a 1 mano, Lanzas, Arcos, Ballestas, Dos Armas                                                                  | DPS a distancia / Utilidades / Nuker   |
| Lore-Master | Hombre, Elfo                | Ligera                             |                                       | Bastones, (Espadas a 1 mano, Dos armas con Trait legendario) | CC / Mascotas                          |
| Minstrel    | Hombre, Elfo, Enano, Hobbit | Ligera, (Media con Trait de clase) | Ligero                                | Dagas, Espadas a 1 mano, Mazas a 1 mano, Porras a 1 mano, (Hachas a 1 mano con habilidad pasiva básica de los Enanos)                                                                               | Sanador                                |

## Creación de objetos
En este juego, los personajes no pueden elegir una única profesión, sino que eligen una vocación que comprende 3 profesiones.

### Vocaciones
Las profesiones se encuentran en grupos de 3 llamados vocaciones. La mayoría de vocaciones comprenden una profesión de recogida de recursos y dos profesiones de creación de artículos que se complementan entre sí. Las vocaciones crean interdependencias en la economía del juego, ya que requiere que los jugadores comercien con recursos. Un personaje solo puede especializarse en una única vocación.
Las vocaciones existentes son Armourer, Armsman, Explorer, Historian, Tinker, Woodsman y Yeoman.
|           | Forester | Prospector | Farmer | Scholar | Metalsmith | Weaponsmith | Woodworker | Jeweller | Tailor | Cook |
| --------- | -------- | ---------- | ------ | ------- | ---------- | ----------- | ---------- | -------- | ------ | ---- |
| Armourer  |          | x          |        |         | x          |             |            |          | x      |      |
| Armsman   |          | x          |        |         |            | x           | x          |          |        |      |
| Explorer  | x        | x          |        |         |            |             |            |          | x      |      |
| Historian |          |            | x      | x       |            | x           |            |          |        |      |
| Tinker    |          | x          |        |         |            |             |            | x        |        | x    |
| Woodsman  | x        |            | x      |         |            |             | x          |          |        |      |
| Yeoman    |          |            | x      |         |            |             |            |          | x      | x    |

### Profesiones
Las profesiones puede ser de recogida de materiales o de creación de objetos. Las profesiones de recogida sirven para conseguir materias primas, que luego se utilizarán en las profesiones de creación para crear objetos. Cada profesión tiene cinco niveles: Apprentice, Journeyman, Expert, Artisan y Master.
Cuanto más alto el nivel en la profesión mejores materiales se pueden utilizar y mejores objetos se pueden crear. Cada nivel cuenta a su vez con 2 subniveles: Proficiency (habilidad) y Mastery (maestría). Cuando consigues el subnivel de habilidad, puedes comenzar  a trabajar en el siguiente nivel, pero necesitas completar el subnivel de maestría para poder seguir avanzando. Además, el subnivel de maestría permite conseguir éxitos críticos, que redundan en más materiales (para las profesiones de recogida) o mejores objetos (para las profesiones de creación).
Cada profesión requiere además de un objeto específico para trabajar, como por ejemplo el pico para el Prospector.
Las profesiones que hay son:
- Cook

Los cocineros crean ítems de comida que al consumirse permiten recuperar moral y/o poder durante o fuera del combate, o que incrementan temporalmente habilidades. También crean lute strings (cuerdas de laúd), que reducen la amenaza de un bardo. Los materiales para esta profesíón son recogidos por agricultores, o con el nuevo hobby de pesca.
- Farmer

Los agricultores cosechan vegetales utilizados por los cocineros. Esta profesión difiere de otras profesiones de recolección en que se necesitan semillas para conseguir los vegetales. Los granjeros también proveen a los eruditos de objetos raros para crear tintes y trampas para los cazadores. También pueden cosechar hierba para fumar en pipa.
- Forester

Son silvicultores y peleteros. Recogen y tratan madera para los carpinteros así como pieles de animales para los sastres.
- Jeweller

Los joyeros crean diversas joyas, como anillos, colgantes y pendientes, que confieren beneficios adicionales al portador, como mejoras en las características. También crean hope tokens y runas para los campeones. Consiguen metales y joyas de los prospectores.
- Metalsmith

Los herreros crean armaduras pesadas y escudos hechos de metal. Consiguen sus materiales de los prospectores.
- Prospector

Esta profesión recoge y trata minerales convirtiéndolos en lingotes para joyeros, armeros y herreros.
- Scholar

Los eruditos combinan la recolección y la creación. Recolectan conocimiento descifrando escrituras normalmente cerca de ciertas ruinas. Luego utilizan textos y otros ingredientes para crear pociones, encantamientos de arco y pergaminos que contienen recetas o aumentan la posibilidad de conseguir un éxito crítico al crear un objeto. También crean tintes a partir de plantas, órganos de animales y sales.
- Tailor

Los sastres crean armaduras ligeras y medias. La armadura ligera requiere ropas de los vendedores, y la armadura media cuero de los silvicultores.
- Weaponsmith

Los armeros crean armas de cuerpo a cuerpo como espadas, hachas y mazas. También producen trucos para ladrones, trampas para cazadores y shield spikes para guardianes. No crean bastones ni martillos.
- Woodworker

Los carpinteros crean armas de madera como arcos, ballestas, bastones y martillos, y componentes necesarios para otras profesiones. Requieren madera tratadas de los silvicultores. También pueden crear instrumentos musicales.

## Trama
The Lord of the Rings Online cuenta con una trama principal, enfocada a ciertos eventos que son añadidos a la historia del Señor de los Anillos, creados por los desarrolladores del juego.
Esta trama consta de una serie de misiones épicas (Epic Quests) que se desarrollan a lo largo de un prólogo por raza y cuenta con cuatro volúmenes hasta el momento. El primer volumen, llamado Sombras de Angmar, se desarrolla hasta llegar a Angmar. El segundo volumen, Minas de Moria, cuenta la historia hasta salir de este reino. El tercero, Aliados del Rey, sigue toda la historia de la Compañía Gris, que departe de Rivendel y de la cual el personaje se desliga en Rohan y el jugador continúa su viaje. El cuarto volumen transcurre en Gondor.

### Volumen I: Sombras de Angmar
- Libro I - Agitaciones en la Oscuridad (Stirrings in the Darkness)

Después del prólogo, el jugador es enviado a hablar con Aragorn, que necesita su ayuda para debilitar a los Blackwold, una banda criminal que se encuentra en el área de Bree, y que es fiel a Saruman. Después de ayudar a Aragorn y los montaraces, el jugador es enviado a Tom Bombadil para destruir el mal que hay en Othrongroth, el gran Túmulo de las Quebradas de los Túmulos. Aunque el Wightlord Sambrog es derrotado, el Rey Brujo, Ivar y Skorgrím escapan. Al volver a Bree, el jugador descubre que Aragorn se ha marchado con los Hobbits y se encuentra con Gandalf, que llegó demasiado tarde para ayudar. Al partir hacia Rivendel también, le pide al jugador que encuentre a uno de sus hermanos Istari, Radagast el Pardo.
- Libro II - La Dama Roja (The Red Maid)

El jugador es enviado con el Montaraz Candaith, quién intenta descubrir la localización de Radagast el Pardo para el jugador. Mientras espera, El jugador investiga los misteriosos eventos que han ocurrido en la Cima de los Vientos, y lucha contra un ejército de orcos alrededor y sobre la colina. Para cuando el enemigo es derrotado, Candaith ha encontrado a Radagast en la ciudad de Ost Guruth y envía al jugador a encontrarse con él. Radagast el Pardo pide ayuda al jugador para limpiar Garth Agarwen de los wights que lo habitan. Finalmente, junto con Radagast, el jugador acaba por combatir a Ivar the Bloodhand (Ivar Mano Sangrienta), líder de los wights y sirviente del Rey Brujo. Tras derrotarle, el jugador es enviado urgentemente a las Quebradas del Norte para ayudar a los Montaraces.
- Libro III - El Concilio del Norte (The Council of the North)

Halbarad pide al jugador que acuda a ayudar en la defensa de las Quebradas del Norte contra las fuerzas de Angmar. Para conseguirlo, deberá unir a los 3 principales ejércitos de la zona: los hombres de Trestlebridge, los enanos liderados por Dori y los elfos de Gildor. Después de conseguirlo, el jugador es enviado a Rivendel, donde la Comunidad del Anillo ha llegado a salvo.
- Libro IV - Persiguiendo Sombras (Chasing Shadows)

El Jinete Negro que sobrevivió a la Marea de Elrond todavía está en el Bosque de los Trolls, imposibilitando a la Comunidad del Anillo a marcharse. Con la ayuda de Legolas, Elladan y Elrohir, el jugador busca al Nazgûl, destruyendo a los Trolls que ha corrompido, y forzando al Espectro del Anillo a retirarse a las Montañas Nubladas. Finalmente, el jugador es enviado al campamento de Glóin y Gimli para perseguir al Espectro.
- Libro V - El Último Refugio (The Last Refuge)

La búsqueda del Nazgûl lleva al jugador a la fortaleza de Skorgrim y los Dourhands. Un asalto liderado por Gimli resulta en la caída de Skorgrim, pero el Nazgûl ha huido hacia Helegrod, donde el dragón Thorog ha sido resucitado para servir al Señor Oscuro. El jugador llega justo a tiempo para detener al Nazgûl, derrotándole y haciendo que el Dragón sea inofensivo, por ahora. Ahora que Rivendel está a salvo, es tiempo de viajar hacia Angmar.
- Libro VI - Fuegos en el Norte (Fires in the North)

Algunos Montaraces, liderados por Corunir y Golodir, han partido hacia Angmar y sus compañeros quieren averiguar que ha sido de ellos. Al entrar en Angmar, el jugador encuentra a Corunir en una aldea de Hombres de las Colinas amistosos. Corunir te ruega que encuentres a su compañía perdida, que cruzó Rammas Deluon: una barrera de grandes estatuas que debilitan (e incluso matan) a quienes la intentan traspasar. Pero tras destruir los espíritus que anidan en ellas, el jugador puede resistir el poder de Rammas Deluon, y encuentra un asentamiento enano, donde vive ahora parte de la compañía de Montaraces.
- Libro VII - La Esperanza Oculta (The Hidden Hope)

El jugador es informado de que Golodir está asentado en Gath Forthnir, lejos en el Norte. Al llegar allí, se encuentra que Golodir está ausente y los Montaraces son liderador por su hija, Lorniel. Lorniel revela que Golodir ha sido capturado por Mordibith, Senescal de Angmar, y ha sido encerrado en Carn Dûm. Como líder de los Montaraces, y con la ayuda del elfo Laerdan, Lorniel lanza un asalto en Carn Dûm, donde es asesinada por Mordirith, quien libera a un abatido Golodir como burla, para continuar su tortura.
- Libro VIII - El Azote del Norte (The Scourge of the North)

El dolor de Golodir por la muerte de su hija lo ha casi destruido, aun así, él ve una oportunidad de vengarla. Reclamando una antigua espada, viaja con el jugador al corazón de Carn Dûm, derrotando a Mordirith con su espada. Pero entonces la Palantir de Mordirith, una gran joya de visiones que usaba para torturar a Golodir, es rápidamente robada por la misteriosa Sara Oakheart.
- Libro IX - Orillas de Evendim (Shores of Evendim)

El jugador descubre que Sara Oakheart no es nadie más que Amarthiel, la legendaria Campeona de Angmar. Ella ha establecido una conspiración en la torre de Barad Gularan para usar al jugador para debilitar a Mordirith. Ahora que ella tiene la Palantir, se puede comunicar con Sauron y desafiar la posición de Mordirith. El jugador es enviado a matar a todos los Caballeros de Mordirith, en un intento de debilitar aún más su poder. Pero a pesar de la victoria del jugador sobre Mordirith, Amarthiel solo se hace más fuerte. Después de perder Fornost y Barad Gularan, ella se muda a Annúminas, la antigua capital de Arnor. Allí, los Montaraces liderados por Calenglad necesitan la ayuda del jugador.
- Libro X - La Ciudad de Reyes (The City of Kings)

Una masiva batalla en Annúminas se acerca, y el sabio elfo Laerdan ofrece sus servicios a Calenglad. Mordrambor, uno de los capitanes de Amarthiel, es capturado, pero mientras está en cautiverio, envenena la mente de Laerdan, haciendo que el elfo decida enfrentarse a Amarthiel por su cuenta, en un intento de enmendar sus errores del pasado. Una vez más, los Pueblos Libres han sido engañados por Amarthiel y sus sirvientes. Junto con los Montaraces de Evendim, el jugador es capaz de recuperar la Palantir de las manos de Amarthiel, pero Laerdan está desaparecido. Sin embargo, en la Palantir, Amarthiel tiene una visión de donde se encuentra Narchuil, su antiguo Anillo. Ahora está determinada a poseer su poder una vez más.
- Libro XI - Prisionero de los Pueblos Libres (Prisoner of the Free Peoples)

El capitán de Amarthiel, Mordrambor, se libera, matando muchos Montaraces. Pronto lidera un ejército fuera de Annúminas para encontrar el anillo de Amarthiel. El jugador intenta encontrar el Narchuil antes que Amarthiel, buscando en las ruinas antiguas de Trollshaws (Bosque de los Trolls). Después de mucho buscar, resulta que Narmeleth, la hija de Laerdan, quién originalmente causó la caída de Amarthiel en Fornost, ha sido poseída por ella. Pero toda la búsqueda es en vano, cuándo se revela que Amarthiel ha encontrado el Narchuil. Sin embargo, Elrond no cae en su engaño de nuevo; él se da cuenta de que Narchuil aún está fuera, y Laerdan sabe dónde.
- Libro XII - Los residuos de Cenizas (The Ashen Wastes)

Amarthiel ha transportado a Laerda hasta Angmar, donde descubre por medio de tortura, dónde se encuentra el anillo. En un intento valiente de salvar tanto a Laerdan como al anillo Narchuil, el jugador es capaz de llegar a ellos antes que Amarthiel, pero solo se encuentra la mitad del anillo. Laerdan le confiesa a Elrond que ha roto el anillo en dos, y revela dónde debería estar la otra mitad. Pero entonces jura ante Elbereth, que no va a descansar hasta haber salvado a su hija, y se marcha del Concilio.
- Libro XIII - Perdición del Último Rey (Doom of the Last King)

Tratando de saber más sobre la otra mitad del Narchuil, el jugador es enviado a Forochel. Sin embargo, las fuerzas de Amarthiel ya han llegado, y su búsqueda está en marcha. En un intento de encontrar el anillo antes que los Angmarim, el jugador recibe la ayuda de la sombra del Último Rey Arvedui. Durante el enfrentamiento con el enemigo, parece que Mordrambor ha traicionado a Amarthiel; los dos se enfrentan y desaparecen de la vista. El jugador recupera la segunda mitad de Narchuil y regresa a Rivendel.
- Libro XIV - Las Forjas del Anillo de Eregion (The Ring-forges of Eregion)

Aún buscando salvar a Narmeleth, Laerdan viaja con las dos mitades de Narchuil a Eregion. Amarthiel, hostigándolo, reclama Narchuil para ella. Elrond envía heraldos de Rivendel a todos los rincones de Eriador para ayudarlo en su búsqueda del conocimiento perdido del Anillo. Pero todos los esfuerzos son tardíos, pues Narchuil ha sido reforjado cuando los Pueblos Libres llegan a Eregion. Rápidamente queda claro que nadie puede resistir el poder de Narchuil, hasta que Mordrambor, antiguo sirviente de Amarthiel, llega. Sembrando confusión en ella, él le muestra la llegada de Mordirith, quién está en poder una vez más, pero Amarthiel no se rinde y cree que puede derrotarlo con ayuda de Narchuil. Sin embargo, Mordirith tiene el poder del Rey Brujo y la derrota, reclamando Narchuil para él. Justo cuando está cerca de terminar con ella, aparece Laerdan. El revela que Mordirith es en realidad Eärnur, el último rey de Gondor, que ha sido tomado prisionero por el Rey Brujo y lo ha convertido en un espectro en burla por desafiarlo en el pasado. Bajo las órdenes de Mordirith, Mordrambor asesina a Laerdan, y después los dos se retiran. Amarthiel, siendo de nuevo Narmeleth, está devastada por la pérdida de su padre, y es tomada prisionera por los Pueblos Libres.
- Libro XV - Hija de la Lucha (Daughter of Strife)

Con la muerte de su padre, Narmeleth es liberada de la malvada influencia de Amarthiel. Ella es hecha prisionera por los Pueblos Libres, pero se ofrece voluntaria para vengar a su padre. El Angmar, la batalla final entre los Pueblos Libres y Mordirith empieza. Primero Mordrambor es derrotado y Narchuil es finalmente destruido por Narmeleth. En la confrontación final, ella se sacrifica para derrotar a Mordirith. El libro termina de forma agridulce, con la redención de Narmeleth y su muerte, y Elrond consuela al jugador diciendo que ella ha encontrado la paz en las Tierra Imperecederas.